# 南盛義
南 盛義（みなみ もりよし）は、戦国時代から安土桃山時代にかけての武将。南氏3代当主。陸奥国浅水城主。

## 略歴
南康義の次男として誕生。兄・義晴が若くして死去したため家督を継ぐ。正室は南部晴政娘。
天正18年（1590年）、九戸政実の乱が発生すると、居城・浅水城が九戸方の櫛引氏の攻撃を受けたため、櫛引氏と争う（法師岡の合戦）。緒戦を制して敗走する敵の追撃に移るが、その後は櫛引方の伏兵作戦で前後を挟撃されて弟・康政と共に討死した。
死後、家督は末弟の直義（信義）が継いだ。